# Casa Pich i Pon
La casa Pich i Pon es uno de los edificios que rodean la Plaza de Cataluña de Barcelona, estando situada en el número 9 de esa céntrica plaza. El edificio actual fue diseñado por el arquitecto catalán Josep Puig i Cadafalch para el empresario barcelonés Juan Pich y Pon, del cual toma su nombre.
En ese mismo lugar se levantaba un edificio proyectado por José Vilaseca y Casanovas en 1910. No obstante, su dueño quiso reformarlo, con la finalidad de que las plantas intermedias (seis) fuesen arrendadas y en la superior pudiese establecer su residencia. Por ese motivo, Puig i Cadafalch ideó pisos estructuralmente libres, para que cada arrendatario pudiese distribuirlas según sus necesidades.
La decoración del portal se inspira en el barroco catalán mientras que en el resto de la fachada utiliza los elementos clásicos de forma libre y desinhibida, eludiendo las referencias historicistas de momentos anteriores, aportando al conjunto una imagen europea y moderna. 